# Пелінув (Груєцький повіт)
Пелінув (пол. Pelinów) — село в Польщі, у гміні Блендув Груєцького повіту Мазовецького воєводства.
Населення — 67 осіб (2011).
У 1975-1998 роках село належало до Радомського воєводства.

## Демографія
Демографічна структура станом на 31 березня 2011 року:
|          | Загалом | Допрацездатний вік | Працездатний вік | Постпрацездатний вік |
| -------- | ------- | ------------------ | ---------------- | -------------------- |
| Чоловіки | 34      | 6                  | 24               | 4                    |
| Жінки    | 33      | 8                  | 21               | 4                    |
| Разом    | 67      | 14                 | 45               | 8                    |